# Ужава (заказник)
Ужа́ва (латис. Užava) — природний заказник, розташований у Вентспілському краї Латвії. Входить до європейської мережі природоохоронних територій Natura 2000. Площа заповідної території становить 3012 га. Заказник Ужава створений у 1999 році з метою збереження типових для узбережжя країни сірих дюн і рідкісних рослин, що на них зростають. Загалом у його флорі налічують 14 видів рідкісних рослин. Крім того, на його території розташований діючий Ужавський маяк, який має історичну цінність і приваблює туристів.

## Природа

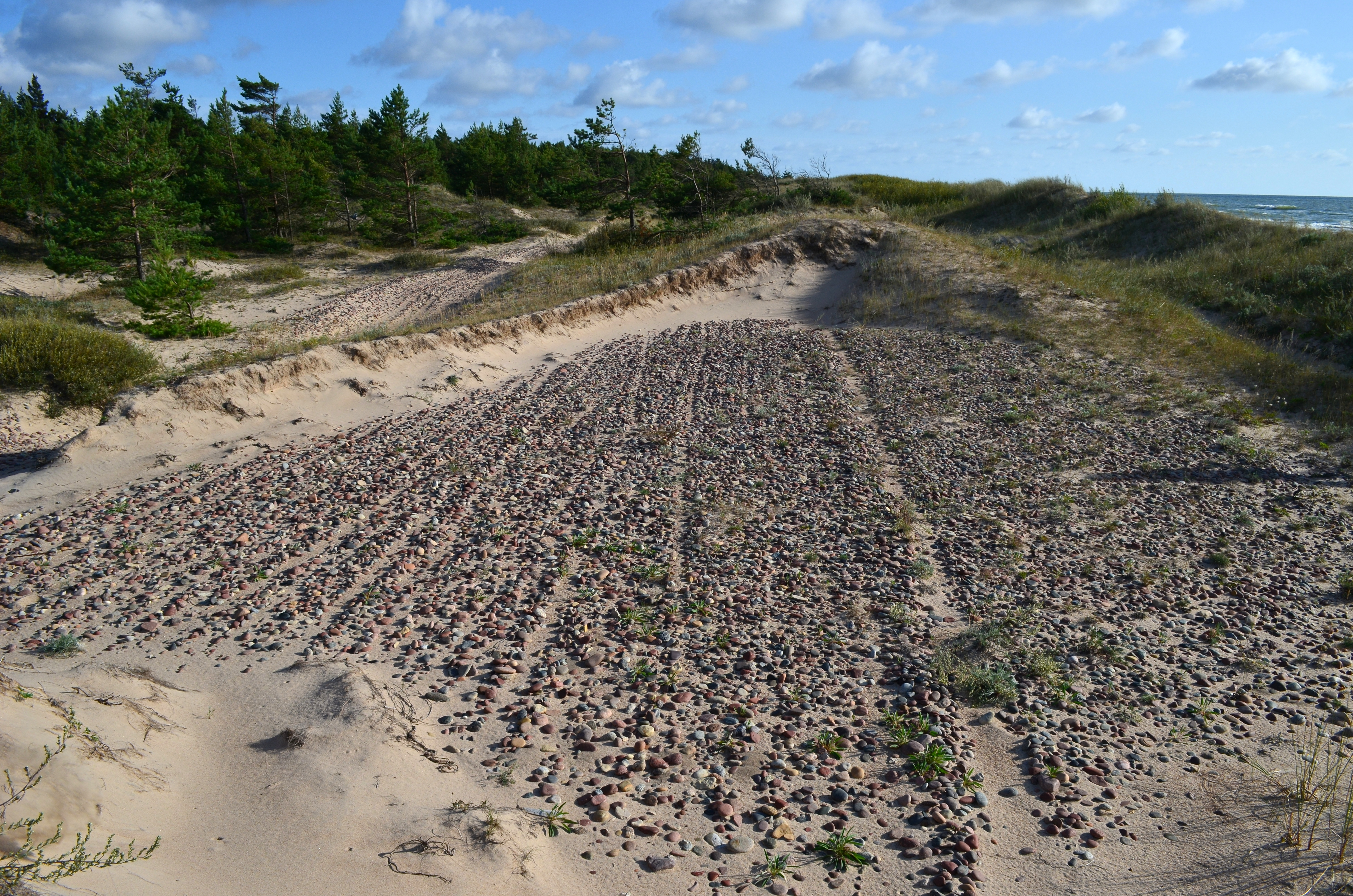
Сірі дюни із принесеною морем галькою.

Природний заказник Ужава розташований на самому березі Балтійського моря. У XX столітті ці землі належали військовій частині, тому не відвідувалися людьми. Від найближчого населеного пункту — однойменного села — заказник відділяють 17 км.
Його терени охоплюють три типи біотопів: авандюни, сірі дюни та лісисті дюни. Авандюни є «форпостом» моря, вони приймають на себе удари хвиль, тому непридатні для росту рослин. Ці піски акумулюють органічний матеріал, що приносять течії, зокрема, мертві водорості. Навесні і восени під час міграцій пернатих на авандюнах можна спостерігати зграї птахів, які шукають поживу.
Сірі дюни становлять другу лінію берегового рельєфу, вони складені помірно рухливими масами піску. Їхня назва походить від кольору, обумовленого мінеральними домішками. Таки піски доволі придатні для зростання деяких невибагливих псамофітних рослин. Їхній трав'яний покрив формують перш за все злаки. З рідкісних рослин на сірих дюнах трапляються кизильник скандинавський та бурачок Гмеліна. Бідність рослинного покриву робить сірі дюни непривабливим для великих тварин, але на них можна знайти численних жуків-скакунів.
Ще далі вглиб суходолу на зміну сірим дюнам виступають лісисті дюни. Це вже закріплені піски із добре розвиненою деревною рослинністю. Основною породою тут є сосна звичайна, у трав'яному покриві багато білого моху та чебрецю. В борах, що вкривають лісисті дюни, мешкають типові представники лісової фауни — дикі свині, сарни, благородні олені, чорні жовни.
До складу природного комплексу заказника входить також і гирло річки Ужава, від якої і походить його назва.

## Ужавський маяк

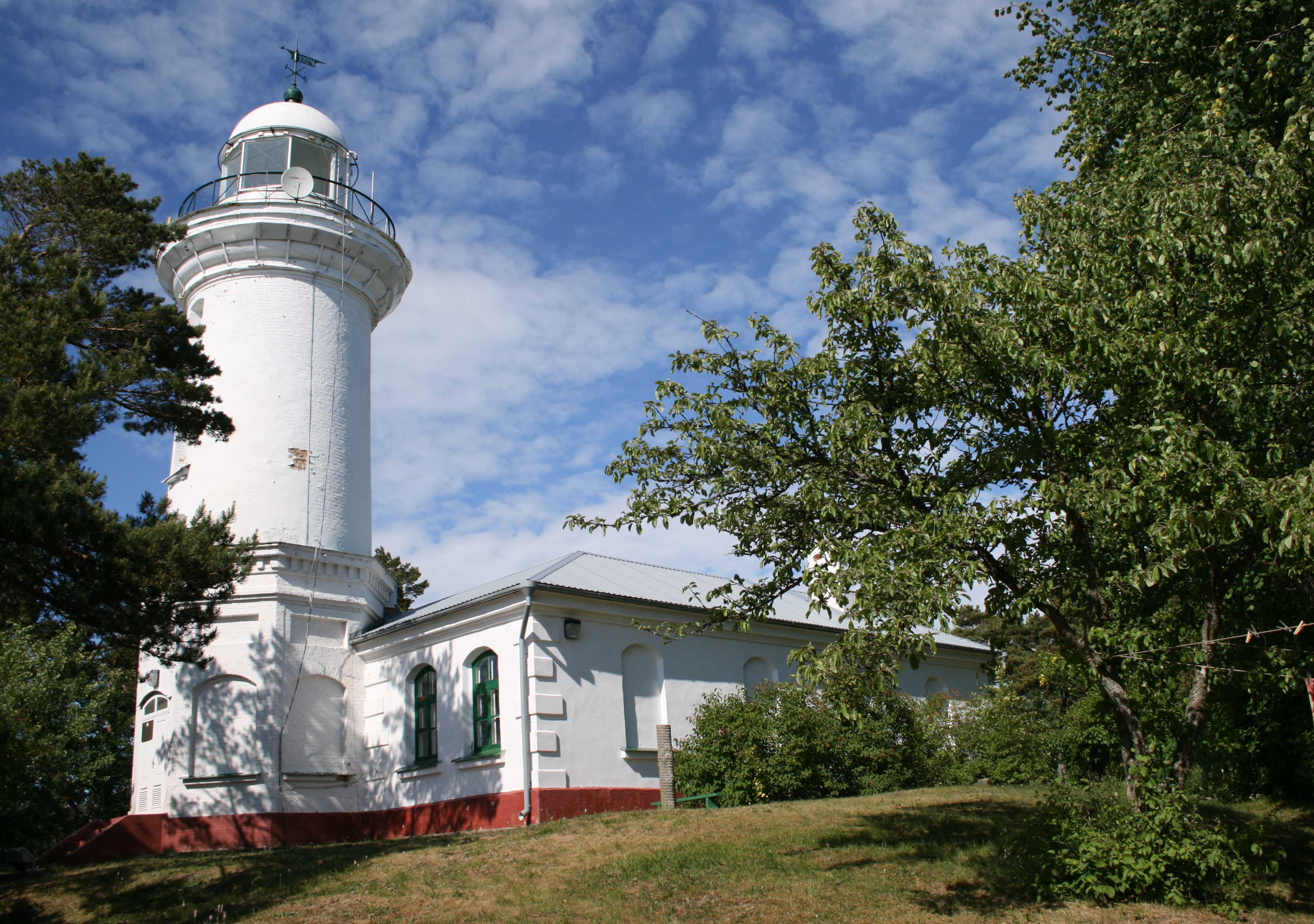
Ужавський маяк.

Історичною окрасою заказника є маяк. Місцем розташування цієї споруди обрали 46-метровий пагорб Тенерок, що неподалік від гирла річки. У 1878 році для його будівництва розчистили ділянку суходолу, проклали дорогу, звели пристань, і, за латиською традицією, викопали колодязь і спорудили лазню, щоб будівничі могли працювати у зручних умовах. Лише після цього почали роботи. Цегляна будівля маяка була готова вже за рік і 10 вересня 1879 року її освятили. На той час маяк мав назву Бакегофен.
У 1899 році він був оснащений телефонним зв'язком, але вже 1901 року маяк довелось капітально ремонтувати. На стан будівлі погано вплинули природні чинники: висока вологість, промерзання взимку та перегрів на сонці влітку, а також вимивання піску хвилями. Для захисту маяку від штормів спорудили підпорний мур і хвилеріз. Однак почалася Перша світова війна і 1912 року Бакегофен був зруйнований пострілом з корабельної гармати. У 1924 році почалася його ґрунтовна реконструкція, яка завершилась за рік потому. Таким чином, 1925 рік можна вважати другим народженням Ужавського маяка, вже у сучасному вигляді і під сучасною назвою.
Слід зазначити, що Ужавський маяк є найнижчим з усіх діючих маяків Курляндії. Його висота складає лише 19 м, але світло помітно на відстані 15 морських миль. Споруда має восьмигранну основу (залишки первісної будівлі), на якій зведено круглу вежу. Тут також знаходяться будинок наглядача, штормова та рятівна станції. За радянських часів він мав статус військового об'єкту, тому мешканці околиць не мали до нього вільного доступу, чим обумовлена добра збереженність навколишньої природи. Після розпаду СРСР об'єкт був розсекречений і перетворений на музей.